# Heteroclytomorpha
Heteroclytomorpha es un género de escarabajos longicornios de la subfamilia Lamiinae. Fue descrito por Émile Blanchard en 1853.

## Especies
- Heteroclytomorpha inaequalis Aurivillius, 1908
- Heteroclytomorpha punctata Gahan, 1888
- Heteroclytomorpha quadrinotata Blanchard, 1853
- Heteroclytomorpha sexplagiata Breuning, 1939
- Heteroclytomorpha sexplagiata obscura Breuning, 1939
- Heteroclytomorpha singularis Breuning, 1950
- Heteroclytomorpha sormeoides Aurivillius, 1908
- Heteroclytomorpha sormeoides ammiralis Breuning, 1956
- Heteroclytomorpha sormeoides salomonum Breuning, 1950
- Heteroclytomorpha sormeoides websteri Breuning, 1966